# Micromax
Micromax Mobile — индийская компания по производству бытовой электроники. Главный офис находится в городе Гургаон, штат Харьяна. Micromax начала работать как компания ПО в 2000 году и действовал на встроенных платформах. Компания вступила в бизнес мобильных телефонов и стала одной из крупнейших индийских компаний по производству телефонов, работающих в бюджетных сегментах, с 2010 года.

## История
Объединение было зарегистрировано как Micromax Informatics 29 марта 2000 года. Организация стала продавать мобильные телефоны в 2008 году, с акцентом на низкие цены, чтобы конкурировать с другими брендами. Из-за проблем власти в Девасе Рахул Шарма увидел, как ОПП заряжается от аккумулятора грузового автомобиля, и тогда он решил выпускать телефоны с увеличенным временем автономной работы. Micromax запустила свой первый телефон с месячным резервным зарядом батареи, известный как X1i. В 2014 году Micromax превзошёл Samsung, став производителем мобильных телефонов, сделавшим наибольшее количество перевозок в одном квартале в Индии. 24 января 2014 года Micromax стал первой индийской мобильной компанией, начавшей продажи в России.
В декабре 2014 года компания Micromax подала в суд на китайского производителя смартфонов OnePlus. Как утверждали, OnePlus нарушила эксклюзивные права Micromax на распространение продуктов на базе CyanogenMod в Южной Азии. Высший суд Дели временно запретил OnePlus выпускать смартфоны на базе CyanogenMod. Однако вскоре китайская компания заявила, что её версия CyanogenMod отличается от той, которую производит Micromax. Позже было заключено эксклюзивное соглашение между Micromax в США и OnePlus.

## Продукция

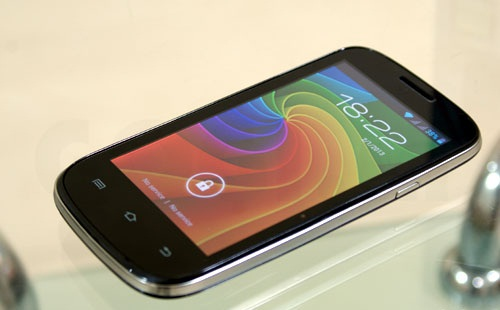
Мобильный телефон Micromax Ninja A89.

В 2011 году Micromax поступил на планшетный рынок с серией Funbook. Micromax запустил флагманский смартфон Octa Core, названный Canvas Knight A350 под лозунгом «Can be Furiously Fast» («Может быть яростно быстрым») в январе 2014 года в России. В 2014 году Micromax запустил свой смартфон Android One, известный как Canvas A1. В ноябре 2014 года Micromax сотрудничал с Cyanogen Inc, чтобы обеспечить Cyanogen на базе смартфонов в Индии под торговой маркой YU. 17 июня 2015 года компания выпустила Micromax Canvas Silver 5, который, как они утверждали, был самым тонким телефоном в мире.
Хотя большинство смартфонов Micromax работает на Android, компания также продаёт смартфоны, работающие под управлением Microsoft Windows Phone 8.1. Micromax выпустил два Windows телефона в июне 2014 года: Micromax W092 Canvas Win и Micromax W121 Canvas Win, — по цене 6500 ₹ и 9500 ₹, соответственно.

## Производство
С апреля 2014 года Micromax начала производство LED-телевизоров и планшетов на своём заводе в Рудрапуре (SIDCUL), Уттаракханд.

## Одобрения
Акшай Кумар и Твинкл Кханна были одними из первых знаменитостей, которые одобрили телефоны Micromax. В 2013 году Хью Джекман появился в видеоролике для Canvas Turbo A250, который стал первым флагманским смартфоном. В июле 2013 года Читрангада Сингх позировала для смартфона Canvas 4 в Нью-Дели.

## Модели телефонов и смартфонов[24][24]

### Кнопочные телефоны
- Micromax X081
- Micromax X088
- Micromax X098
- Micromax X228
- Micromax X245
- Micromax X249
- Micromax X267
- Micromax X281

- Micromax X337
- Micromax X352
- X401 4G
- Micromax X405
- Micromax X556
- Micromax X700
- Micromax X705
- Micromax X940
- Micromax X1800
- Micromax X1850
- Micromax X2050
- Micromax X2401
- Micromax X2411
- Micromax X2420
- Micromax X2814
- Micromax X2820

### Смартфоны

#### Canvas
- Micromax Canvas Pace 4G Q415
- Micromax Canvas Engage A091
- Micromax Canvas Quad A092
- Micromax Canvas Fire A093
- Micromax Canvas Social A94
- Micromax Canvas Fire 2 А104
- Micromax Canvas Viva А106
- Micromax Canvas Fire 3 А107
- Micromax Canvas Beat A114R
- Micromax Canvas Tube A118R
- Micromax Canvas Elanza A121
- Micromax Canvas HD Plus A190
- Micromax Canvas Turbo Mini A200
- Micromax Canvas Knight Cameo A290

- Micromax Canvas Spark Q351
- Micromax Canvas Knight А350
- Micromax Canvas Spark Q380
- Micromax Canvas Spark 3 Q385
- Micromax Canvas Xpress 4G Q413
- Micromax Canvas Power AQ5001
- Micromax Canvas Sliver 5 Q450
- Micromax Canvas Spark 2 Q391
- Micromax Canvas Power 2 Q392
- Micromax Canvas Xpress 2 E313
- Micromax Canvas Magnus Q334
- Micromax Canvas E451
- Micromax Canvas Magnus 2 Q338
- Micromax Canvas Selfie 2 Q340

#### Bolt
- Micromax Bolt A28
- Micromax Bolt A36
- Micromax Bolt A59
- Micromax Bolt A61
- Micromax Bolt A69
- Micromax Bolt A79
- Micromax Bolt A82
- Micromax Bolt D200
- Micromax Bolt S300
- Micromax Bolt D320
- Micromax Bolt Q301
- Micromax Bolt Q324
- Micromax Bolt D303
- Micromax Bolt Q333
- Micromax Bolt Q335
- Micromax Bolt Q346
- Micromax Bolt Q383
- Micromax Bolt Q4101
- Micromax Bolt Q4202
- Micromax Bolt D340
- Micromax Bolt D305